# La Cañada de Verich
La Cañada de Verich è un comune spagnolo di 104 abitanti situato nella comunità autonoma dell'Aragona.
Fa parte di una subregione aragonese denominata Frangia d'Aragona. Lingua d'uso, è, da sempre, un dialetto derivato dal catalano occidentale.